# Dansk Idræts-Forbunds Jubilæumsfilm
Dansk Idræts-Forbunds Jubilæumsfilm er en dansk dokumentarfilm fra 1946.

## Handling
50-års jubilæumsfejring 14. februar 1946 for Dansk Idræts-Forbund (DIF). Der redegøres indledningsvis for DIF's historie fra stiftelsen i 1896 og op til jubilæet i 1946 af den siddende formand, oberst Herbert Sander. De første år dokumenteres med billeder fra alskens sportsbegivenheder rundt om i landet. Fra 1912 - Fredensborgløbet - er der levende billeder. En bred vifte af idrætsdiscipliner og foreninger demonstreres: fodbold, løb, maratonløb, hockey, brydning, roning, gymnastik, svømning, fægtning, atletik, kunstskøjteløb, ishockey, hurtigløb, boksning, ridning i terræn, kajakroning, badminton, golf, håndbold (udendørs), tennis, skihop, langrend, orienteringsløb, bueskydning og vægtløftning. I 1906 bestod DIF af 250 foreninger, i 1946 er forbundet vokset til 3600 foreninger. Hvad medlemstal angår (aktive udøvere og passive medlemmer) var der i 1906 20.000 og i 1946 570.000. Kong Christian 10. er protektor og overværer selv en lang række sportsbegivenheder rundt om i landet.
I 1993 tog Dansk Idræts-Forbund navneforandring til Danmarks Idræts-Forbund. I 2013 ændrede man igen lidt ved navnet, så det nu staves uden bindestreg, og forkortelsen DIF er det primære navn (Kilde: www.dif.dk).

## Medvirkende
- Kong Christian 10.
- Dronning Alexandrine
- Kronprins Frederik
- Kronprinsesse Ingrid